# Echeta marcapata
Echeta marcapata là một loài bướm đêm thuộc phân họ Arctiinae, họ Erebidae.